# Junkers Ju 290
El Junkers Ju 290 fue un avión de transporte de gran autonomía, avión de patrulla marítima y bombardero pesado usado por la Luftwaffe a finales de la Segunda Guerra Mundial. El Ju 290 fue el antecesor de los subsecuentes aviones de línea trasatlánticos. 

## Diseño y desarrollo
En 1936, Junkers se hallaba en proceso de construcción de tres prototipos del bombardero cuatrimotor Junkers Ju 89, pero en 1937 el programa fue cancelado poco después de que volase el primer prototipo.
Ante el desinterés militar, Junkers desarrolló una versión civil designada Junkers Ju 90, que combinaba las alas, unidades de cola, tren de aterrizaje y motores del Ju 89 con un nuevo fuselaje, de la que se construyeron cuatro prototipos, seguidos por 10 aparatos de preserie Ju 90B-1 equipados como transportes de pasajeros con 38/40 plazas. Ocho de estos fueron adquiridos por Deutsche Luft Hansa y los otros dos fueron solicitados por South African Airways, pero nunca no llegaron a ser entregados.
En 1937 se inició el diseño de una versión mejorada designada Ju 90S, que incorporaba una nueva ala y una rampa ventral de carga.
Se tenía intención de propulsar este aparato con motores B.M.W.139, pero cuando ello resultó imposible se emplearon en su lugar los B.M.W.801 y la designación fue cambiada a Ju 290. 

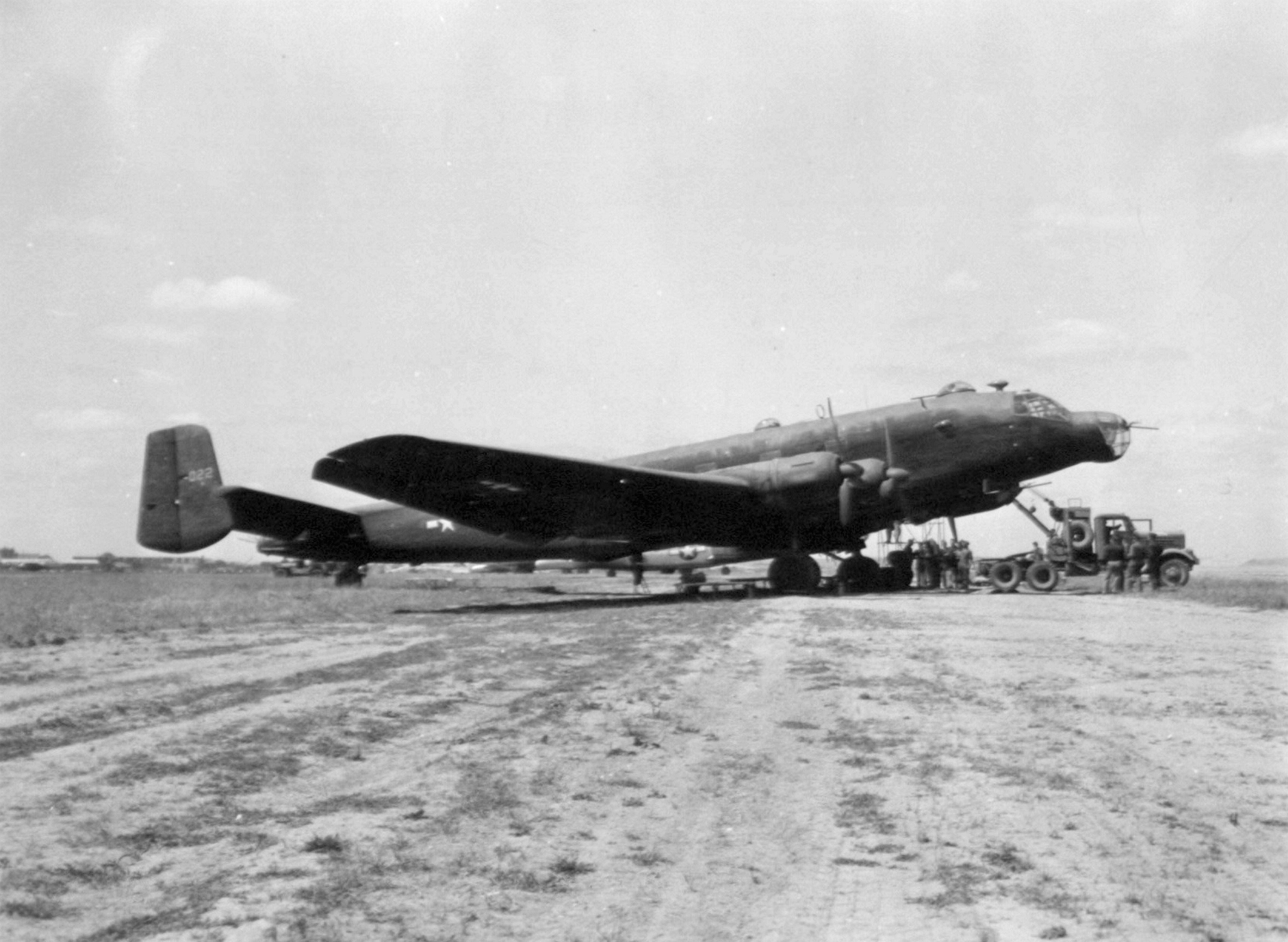
Junkers Ju 290A-7 con morro alargado con insignias estadounidenses después de la guerra

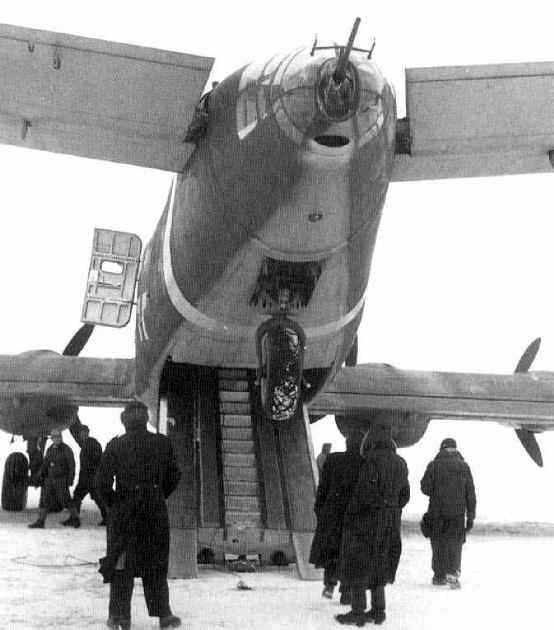
Parte posterior con rampa extendida

El ejército alemán encontró problemas para mantener los aprovisionamientos en suficiente cantidad a las unidades de combate en Rusia durante el invierno de 1941. La única solución inmediata fue la transformación de los aviones de línea de 4 motores Junkers Ju 90 civiles en aviones de transporte militar más grandes, designados Ju 290 A. Equipados con rampas de descarga en la popa y torretas defensivas, los primeros cinco prototipos participaron en el abastecimiento aéreo de Stalingrado.

### Reconocimiento marítimo
Mientras tanto, la necesidad de un avión de reconocimiento marítimo de larga autonomía era indispensable para mantener la vigilancia de los convoyes aliados. El Ju 290 A-2 transportaba el radar de búsqueda marítima FuG 200 Hohentwiel, tenía un alcance de más de 3000 km y podía permanecer en el aire más de 20 horas. Para su misión de patrulla estaba bien equipado y pronto reemplazó al Focke-Wulf Fw 200 Condor. 
Los cambios menores en el armamento establecieron las diferencias entre el A-3 y el A-4, conduciendo a la variante definitiva A-5, con depósitos auto sellantes y mayor protección para la cabina. Sólo 65 fueron construidos como bombarderos, aviones de reconocimiento marítimo y transportes, aunque nunca hubo más de veinte en servicio al mismo tiempo. Las primeras series fueron pintadas con el esquema RLM 65/70/71 y todos los aviones de reconocimiento marítimo estaban pintados con el esquema RLM 65/72/73.

### LTS 290
En enero de 1943 fue creada la LTS 290 que debía operar con Ju 90 sobrevivientes, haciéndolo primero en Alemania y siendo trasladada después al Mediterráneo. A finales de abril se habían perdido dos Ju 290A-1 y la unidad fue denominada Transportfliegerstaffel 5.

### Junkers Ju 390
Uno de los 'Amerika Bomber'.
El líder del equipo de desarrollo del Ju 290, Ing. Kraft, concibió la idea de que agrandando la envergadura de ala y la sección del fuselaje del Ju 290, el mismo impulsado por seis motores BMW 801D de 1677 hp, (1250 kW) podría desempeñar un excelente trabajo como avión de reconocimiento marítimo y bombardero de largo alcance. Inicialmente se ordena la construcción a principios de 1943 de tres prototipos, de los que solo se completaron dos, el V1 en Dessau y el V2 en Bernburg. El primer vuelo del V1 tuvo lugar en agosto de 1943 impulsado por seis BMW 801D.
El V2 voló en octubre de 1943 con un fuselaje alargado de 33,6 m y equipado como avión de patrulla marítima con radar FuG 200 Hohentwiel y un armamento defensivo de dos torretas dorsales con cañones automáticos MG 151/20, un MG 151/20 disparando hacia atrás desde la góndola ventral, otro MG 151/20 en la cola, un MG 131 hacia adelante desde una góndola y dos MG 131 en posiciones laterales. En enero de 1944 este avión realiza un vuelo de 32 h desde Mont-de-Marsan hasta un lugar a 20 km de la costa de Estados Unidos cerca a Nueva York, aunque esto nunca se ha podido verificar documentalmente, ya que son solo datos de interrogatorios al final de la guerra sobre los que hay serias dudas.
El Ju 390 es recordado como el avión convencional más grande construido en Alemania durante la guerra.

## Operadores
Alemania
- Luftwaffe

 Checoslovaquia
- Czech Airlines operó en la posguerra con un avión designado Letov L.290 Orel

 España
- El Ejército del Aire de España utilizó en la posguerra un avión de la Luftwaffe internado en 1945

## Historia operacional

### Enviados a Japón
Esta historia, tampoco ha podido ser nunca confirmada, ya que procede de interrogatorios al final de la guerra. Tres ejemplares de esta versión fueron llevados posteriormente a Finsterwalde donde se les retiró el armamento defensivo y fueron dotados con tanques suplementarios de combustible, siendo enviados desde Mielec en un vuelo directo hasta Manchuria con datos técnicos y planos de material de guerra para los japoneses. Estos aviones retornaron con metales raros necesarios para las Wunderwaffen alemanas. Según el historiador Horst Zöller, en un artículo de periódico de la postguerra 1950s reportó que tres de estos Ju 290 fueron convertidos en plataformas civiles durante la guerra y entregados a la Deutsche Lufthansa durante la guerra. Estos aviones volaron desde Bulgaria a Yin-ch'uan, capital de la Región de Ningxia, a 540 km al oeste de Pekín. Estos vuelos fueron planeados e incluso fueron hechos, pero al final de la Segunda Guerra Mundial.
Asimismo hay especulaciones de que otros tres Ju 290 A-7 fueron completados con bahías especiales para ser usados por Japón como "bombarderos nucleares". Durante la guerra Japón estaba desarrollando su propio programa nuclear bélico en la actual Corea del Norte, aunque Japón no tenía aviones con gran autonomía con los que alcanzar el territorio continental de Estados Unidos. No se sabe de Ju 290 A-7 en servicio en la actualidad.

### Transporte especial de Adolf Hitler
El Ju 290 A-9, número 0185, fue preparado como transporte especial para Adolf Hitler. Tenía cabina presurizada y capacidad para 50 asientos. Este avión volaba con el KG200 desde Finsterwalde. Hizo un solo vuelo hasta Barcelona (España) el 23 de abril de 1945 bajo el mando del capitán Braun, comandante del LTS 290.

### Vuelos clandestinos
Hay confusión acerca de cuántos Ju 290 volaron a España al final de la guerra. Un avión, según Herr Baires, corresponsal del Site de U-Boot, Parsimony.net, que portaba la numeración D-AITR y se había bautizado con el nombre Bayern, fue destinado para evacuar el sistema de descifrado SFM 43 y un considerable peso en grabaciones de correo cifrado, llegó a Barcelona en la madrugada del 6 de abril de 1945 a las 3.28. Era una madrugada brumosa y el avión no pudo tocar tierra hasta las 3:40. Rebotó en la pista y se dañó el tren de aterrizaje (Herr Baires dijo que había sido el de cola).

### Protestas diplomáticas de los británicos
Hasta el momento se habían efectuado muchas misiones clandestinas, pero los restos del accidente quedaron en la pista a la vista de todos. Esto condujo a protestas diplomáticas de los británicos, que amenazaron con declarar la guerra a España por romper la neutralidad. De ahí que España demandase que solamente aviones con distintivos civiles aterrizaran desde Alemania en su país. El avión que se accidentó en Barcelona, el 6 de abril de 1945, fue vendido en una subasta dos años después al industrial de Bilbao Heliodoro Eliorreta, que lo usaba para trasportar mercancías y lo arrendaba a la aerolínea Iberia.
Finalmente voló hasta Madrid y fue adquirido, en 1950, por el Ejército del Aire, donde se le atribuyó la numeración 74-23 y pasó a formar parte de la Escuela Superior de Vuelo de Matacán como una especie de Juan Sebastián Elcano aéreo. Durante varios años se utilizó para los viajes de fin de curso de las nuevas promociones de pilotos y para desplazamientos de personal del Ejército del Aire, hasta que en 1952 dejó de volar por falta de repuestos siendo desguazado.

### Irak
Uno de esos vuelos con un Ju 290 lo llevó a cabo el capitán Heinz Braun -uno de los encargados de los vuelos clandestinos de la KG 200. trasportó armas y agentes a Irak en 1944  para luchar contra los británicos.
Al menos tres Junkers Ju 90B-1 fueron usados por el personal de la Luftwaffe para ser trasladados a Irak durante la rebelión contra los británicos en 1941. Se pintaron torpemente marcas iraquíes sobre las de la Luftwaffe.

### Operación Paperclip
Otros aviones fueron convertidos a civiles en estos vuelos clandestinos a Barcelona. Algunas de las últimas misiones estaban a cargo del Gran Almirante Karl Dönitz para evacuar los registros de submarinos para esconder sus movimientos antes del colapso del III Reich. Uno de estos Ju 290 "civiles" escondió a muchos oficiales nazis en su huida desde Praga a Barcelona a finales de abril de 1945. Entre sus pasajeros puede haber estado el teniente General de las SS Hans Kammler, quien desapareció de Praga en ese tiempo. Kammler era el Jefe del Programa de Misiles V-2 y de otras Wunderwaffen. Esta misión puede haber estado bajo control de la OSS como parte de la Operación Paperclip (para llevar científicos alemanes a Estados Unidos) y la Operación Sunrise (la rendición secreta de las fuerzas alemanas a las fuerzas estadounidenses), ambas lideradas por Allen Dulles.

### Posguerra

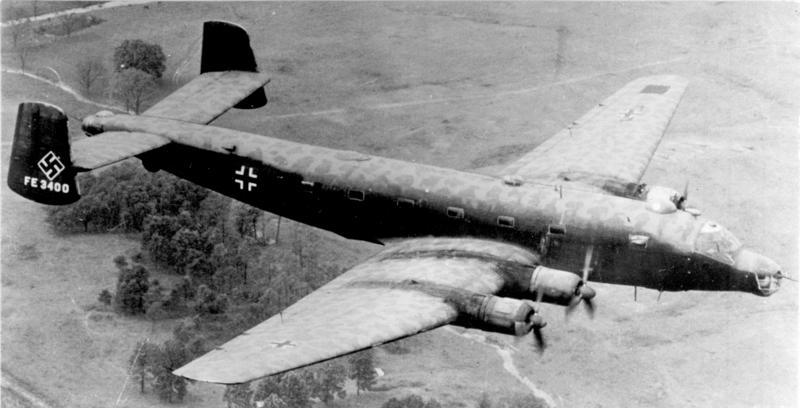
Ju 290 obtenido por Estados Unidos volando sobre EE. UU. con marcas alemanas; en su deriva se nota la numeración FE dada al equipo capturado

Un número de Ju 290 sobrevivió a la guerra. Los aliados evaluaron al menos tres. El obtenido por Estados Unidos (un A-4, número 0165, con el morro bulboso de un Letov/Praga y el radar FuG 203 de Dornier) fue usado en operaciones nocturnas y estaba pintado de negro por debajo. Los británicos recibieron dos para evaluación. Un A-5, número 0178, fue adquirido por la Fuerza Aérea Española para trasportar personal de la Escuela Superior de Vuelo de Matacán Salamanca. Fue retirado después de un accidente a mediados de los años 1950.

### Letov
El último Ju 290 fue construido por Letov después de la guerra utilizando las partes que serían usadas en el Ju 290 B', un prototipo de gran altitud. Fue completado como avión de aerolínea y designado Letov L.290 Orel.

## Especificaciones (Ju 290A-7)

### Características generales
- Tripulación: 9
- Longitud: 28,64 m
- Envergadura: 42 m
- Altura: 6,83
- Superficie alar: 203 m²
- Peso vacío: 33005 kg
- Peso máximo al despegue: 44950 kg
- Planta motriz: 4× BMW 801G/H radial de 14 cilindros en doble estrella.
  - Potencia: 1268 kW (1748 HP; 1724 CV) cada uno.

### Rendimiento
- Velocidad máxima operativa (Vno): 440 km/h (273 MPH; 238 kt)
- Alcance: 6 150 km
- Techo de vuelo: 6 000 m

### Armamento
- Armas de proyectiles:
- 6 x cañones automáticos MG 151/20 de 20 mm repartidos en dos torretas dorsales, una torreta en la cola, dos ventanillas laterales y en la góndola de proa.
- 2 x ametralladoras MG 131 de 13 mm en la góndola de proa
- Misiles: Hs 293, Hs 294, FX 1400 Fritz-X

### Desarrollos relacionados
- Junkers Ju 89
- Junkers Ju 90
- Junkers Ju 390

### Aeronaves similares
- Focke-Wulf Fw 200

### Secuencias de designación
- Sistema de designación aeronaves del RLM: ← Ju 286 · Ju 287 · Ju 288 · Ju 290 · Me 290 · As 292 · Hs 293 →

### Listas relacionadas
- Anexo:Aeronaves militares de Alemania en la Segunda Guerra Mundial